# Pulau Roti
Pulau Roti är en ö i Indonesien.   Den ligger i provinsen Nusa Tenggara Timur, i den sydöstra delen av landet. Arean är 1 242 kvadratkilometer. Strax söder om öm ligger Pamanaön som är den sydligaste platsen i världsdelen Asien.
Terrängen på Pulau Roti är lite kuperad. Öns högsta punkt är 447 meter över havet. Den sträcker sig 56,9 kilometer i nord-sydlig riktning, och 68,6 kilometer i öst-västlig riktning.